# Pensée de Rouen
Viola hispida
Espèce
Classification phylogénétique
Synonymes
- Mnemion hirsutum (Lam.) Spach[1]
- Viola cryana Royer ex Gillot[1]
- Viola gracilis subsp. cryana P.Fourn.[1]
- Viola hispida subsp. cryana (Royer ex Gillot) P.Fourn.[1]
- Viola kitaibeliana f. cryana (Royer ex Gillot) Rouy & Foucaud[1]
- Viola rothomagensis Desf.[1]

Statut de conservation UICN

 CR B2b(iii,v)c(iv) : 
En danger critique
La Pensée de Rouen, plus rarement appelée Violette de Rouen (Viola hispida), est une espèce de plantes à fleurs de la famille des Violacées. C'est une plante herbacée vivace trouvée en France. Son ancien nom scientifique, Viola rothomagensis,, devait son nom à Rotomagus, le nom latin de la ville de Rouen.
C'est une espèce en danger critique d'extinction, dont la présence n'est plus recensée aujourd'hui que dans la vallée de Seine (bassin parisien et rouennais).
Elle aime les éboulis calcaires, les sols pauvres, la pénombre des sous-bois et l'humidité.

## Description
C'est une plante basse velue, aux feuilles ovales à base plutôt cordiforme, aux stipules palmatilobés, aux fleurs violettes ou jaunâtres.
Avec un système de racines chevelues, elle s'adapte aux mouvements du sol et capte l'humidité de celui-ci.
Elle fleurit au début du printemps et produit ses fruits, puis graines en été. Une relation mutualiste a été établie entre les fourmis et la violette de Rouen, dans le cadre de sa dissémination des graines.

## Caractéristiques
- organes reproducteurs :
  - Type d'inflorescence : fleur solitaire latérale
  - répartition des sexes : hermaphrodite
  - Type de pollinisation : entomogame
  - Période de floraison : mars-avril (début du printemps)
- graine :
  - Type de fruit : capsule
  - Mode de dissémination : myrmécochore
- Habitat et répartition :
  - Habitat type : éboulis fins médioeuropéens, basophiles, planitiaires, héliophiles
  - Aire de répartition : endémique séquanien (endémique des falaises calcaires de la vallée de la Seine de la région de Rouen)

données d'après: Julve, Ph., 1998 ff. - Baseflor. Index botanique, écologique et chorologique de la flore de France. Version : 23 avril 2004. 

## Une espèce en voie de disparition
La Violette de Rouen, espèce protégée et en voie de disparition, fait l'objet de politiques de préservation. Elle est à l'origine de plusieurs actions de protection, et joue un rôle dans modification du projet de contournement routier de la ville de Rouen,.
Le Conservatoire d'Espaces Naturels de Haute-Normandie utilise le programme Life-Nature (un financement de l'Union Européenne) pour la conservation et la restauration de corridors écologiques favorables à la plante.

## Espèce proche
Charles Royer, botaniste de la Côte-d'Or du XIXe siècle, fait un rapprochement entre la Pensée de Rouen et la Violette de Cry, considérant celle-ci comme une variété glabre de Viola hispida,. Elle est considérée comme éteinte depuis les années 1930[réf. nécessaire].